# Gora Chebotarëva
Gora Chebotarëva är ett berg i Antarktis. Det ligger i Östantarktis. Australien gör anspråk på området. Toppen på Gora Chebotarëva är 630 meter över havet.
Terrängen runt Gora Chebotarëva är huvudsakligen platt, men norrut är den kuperad.  Trakten är obefolkad. Det finns inga samhällen i närheten.